# Michail Zvinčuk
Michail Sergejevič Zvinčuk (rusky Михаил Сергеевич Звинчук; * 19. července 1991, Vladivostok) je ruský vojenský bloger publikující na telegramovém kanálu Rybar.

## Životopis
Od 14 let studoval na Suvorovově vojenské škole v Moskvě. Vystudoval Vysokou vojenskou školu Ministerstva obrany Ruské federace jako vojenský tlumočník v arabštině a angličtině.
Měl rád fantasy literaturu, ze které převzal název pro svůj telegramový kanál. Pracoval na amatérských překladech knih ze série Dungeons & Dragons a také na ruském překladu knihy Roberta Salvatoreho Neverwinter Saga pro nakladatelství FANtastica. Rybář je postava ve hře popsaná v knize Kolo času od Roberta Jordana. Figurka Rybáře mohla stát na jakémkoli poli, ale každé pole pro ni bylo nebezpečné.
Po promoci sloužil v jednotce Specnaz GRU a byl velitelem průzkumné skupiny.
Během ruské vojenské intervence v syrské občanské válce působil v tiskové službě ruského ministerstva obrany a na základě toho byl v roce 2018 zařazen na ukrajinském seznamu „nepřátel Ukrajiny“ Mirotvorec (ukrajinsky Миротворець) jako „spoluviník v informační a propagandistické kampani a manipulaci ruského ministerstva obrany s cílem ospravedlnit ruskou agresi proti Ukrajině a masakry civilistů v Sýrii“. V roce 2019 odešel z armády.
Dne 20. prosince 2022 byl Zvinčuk na příkaz Vladimira Putina zařazen do pracovní skupiny pro mobilizaci.

## Sankce
Dne 15. ledna 2023 byl Zvinčuk zařazen na sankční seznam Ukrajiny, protože „propaguje válku, šíří dezinformace a podporuje Putinův režim“.
Dne 23. června 2023 byl Zvinčuk zařazen na sankční seznam všech zemí EU za podporu akcí, které narušují a ohrožují územní celistvost, suverenitu a nezávislost Ukrajiny.

## Ocenění
- Řád „Za věrnost povinnosti“ (rusky За верность долгу), Krymská republika, 8. června 2023 – za významný osobní přínos k rozvoji žurnalistiky v Krymské republice, iniciativu a obětavost projevenou při výkonu občanské povinnosti a v souvislosti se Dnem Ruska[9]
- Medaile Řádu "Za zásluhy o vlast" (rusky Медаль ордена «За заслуги перед Отечеством») druhé třídy, 16. listopadu 2023[10]